# Liopetrolisthes
Liopetrolisthes is een geslacht van kreeftachtigen uit de klasse van de Malacostraca (hogere kreeftachtigen).

## Soorten
- Liopetrolisthes mitra (Dana, 1852)
- Liopetrolisthes patagonicus (Cunningham, 1871)